# Julia Ann
Julia Ann, pseudonimo di Julia Tavella (Los Angeles, 8 ottobre 1969), è un'attrice pornografica e regista statunitense.

## Biografia
All'età di 12 anni si trasferisce a Idyllwild-Pine Cove, dove frequenta una scuola privata prima di andare a vivere a Los Angeles, sempre con la nonna, a 17 anni. Compiuti i 18 anni, Julia posa per alcune foto presso un fotografo professionista e inizia a esibirsi in spettacoli di lotta nel fango.
Nei primi anni novanta ad una festa in spiaggia per il 4 luglio conosce Janine Lindemulder, con la quale forma un duo di spogliarelliste e danzatrici erotiche chiamato "Blondage". Il successo del duo fa giungere a Julia e Janine numerose offerte di ingaggio da parte dell'industria del cinema pornografico; è così che, nel 1992, le due debuttano insieme nella pellicola Hidden Obsessions di Andrew Blake in una scena lesbo con la quale ottiene i primi riconoscimenti internazionali sia agli AVN che agli XBIZ Awards. Julia firma quindi il primo contratto con la Vivid Entertainment, per la quale gira film sia sola sia in compagnia di Janine. Insieme hanno condotto l'edizione annuale del 1996 degli AVN Awards.
Successivamente passa alla Digital Playground, nel 1999, e poi alla Wicked Pictures, nel 2002. Nel 2006 torna alla Wicked, ma nel maggio dell'anno seguente annuncia sul proprio sito web di non aver rinnovato il contratto con quella casa di produzione e passa alla Lisa Ann's Talent Management, società fondata dall'attrice Lisa Ann. Contemporaneamente Julia intraprende inoltre l'attività di truccatrice e, assieme a Inari Vachs e ad altre attrici pornografiche, conduce lo show Naughty Amateur Home Videos su Playboy TV.
Nel corso della propria carriera Julia Ann si è sottoposta a interventi chirurgici di mastoplastica additiva, labioplastica e rinoplastica, quest'ultimo al fine di correggere i postumi della frattura del setto nasale causatale dal calcio di un cavallo. Nel 2012 Julia conclude con la Vette Nation Army di Vicky Vette un accordo in esecuzione del quale il suo sito ufficiale confluisce in quel network di siti web di note pornostar quali la stessa Vette, Bobbi Eden, Francesca Lé, Puma Swede, Nikki Benz e Sunny Lane. Ha numerosi tatuaggi: una rosa e una faccia di un grande cane sul braccio destro, delle rose su entrambe le caviglie, un cuoricino nero sopra il seno destro e un arco sopra le natiche.
Nel corso della sua carriera ha girato oltre 1300 scene e ne ha dirette 51, ottenendo 12 AVN, 1 XBIZ e 5 XRCO Awards, diventando una delle pornostar più note nella categoria MILF.

## Vita privata
Ann racconta di essere cresciuta in mezzo agli animali e di aver sviluppato un amore per i cavalli; ha anche preso lezioni di pianoforte e ha imparato a nuotare "come un pesce". All'età di 12 anni si è trasferita a Idyllwild, in California, dove ha frequentato una scuola di preparazione al college prima di tornare a Los Angeles per vivere con la nonna all'età di 17 anni. Il 21 giugno 2003 sposa il regista pornografico Michael Raven, dal quale divorzia poi nel 2007.

## Filmografia
- Hidden Obsessions (1992)
- Diary of Casanova (1993)
- Fantasy Women (1993)
- Les Femmes Erotique (1993)
- Pussyman 3 (1993)
- Pussyman 4 (1993)
- Raunch 9 (1993)
- Seduction of Julia Ann (1993)
- Adult Video News Awards 1994 (1994)
- Blondage (1994)
- Conquest (1994)
- Elements Of Desire (1994)
- Overtime: Dyke Overflow (1994)
- Pink Lady Detective Agency: Case of the Twisted Sister (1994)
- Stiff Competition 2 (1994)
- Taboo 13 (1994)
- Wild Things 4 (1994)
- Adult Affairs (1995)
- Adult Video News Awards 1995 (1995)
- Drive In Dreams (1995)
- Return Engagement (1995)
- Sex And Money (1995)
- Where the Boys Aren't 6 (1995)
- Where the Boys Aren't 7 (1995)
- Adult Video News Awards 1996 (1996)
- Heist (1996)
- Janine: Extreme Close Up (1996)
- Julia Ann Superstar (1996)
- Bad Behaviour (1997)
- Blondage: Extreme Close Up 4 (1998)
- Kobe's Tie (1998)
- Blondage 3 (1999)
- Dreamwagon: Inside The Adult Film Industry (1999)
- Heat of the Moon (1999)
- Pipe Dreams (1999)
- Seven Deadly Sins (1999)
- Speedway (1999)
- Basically Julia Ann And Becca Too (2000)
- Best of the Vivid Girls 30 (2000)
- Island Fever 1 (2000)
- My First Porno (2000)
- Pussyman's Sexiest Ladies Of Porn 1 (2000)
- Secret Party (2000)
- Virtual Sex With Julia Ann (2000)
- Where the Boys Aren't 12 (2000)
- Where the Boys Aren't 13 (2000)
- Beautiful / Nasty 1 (2001)
- Creating Kate (2001)
- Deep Inside Jenna Jameson (2001)
- Jenna: Extreme Close Up (2001)
- Nikki Dial: Extreme Close Up (2001)
- On The Ropes (2001)
- Roadblock (2001)
- Vajenna (2001)
- Wicked Whispers (2001)
- Adult Video News Awards 2002 (2002)
- Cheyenne Silver Uncensored (2002)
- Class Act (2002)
- Contract (2002)
- Deep Inside Christy Canyon (2002)
- Devinn Lane Show 3: Attack of the Divas (2002)
- Girls Only: Janine (2002)
- Girls Only: Strapped On (2002)
- Hercules (2002)
- Jenna Jameson Revealed (2002)
- Jenna Jameson Untamed (2002)
- Paradise Lost (2002)
- Perfect (2002)
- Porn Star (2002)
- Sex Magician (2002)
- Sex On Film (2002)
- Turning Point (2002)
- Ultimate Firsts (2002)
- Young Jenna (2002)
- Young Julia Ann (2002)
- Adult Video News Awards 2003 (2003)
- Assignment (2003)
- Beautiful (2003)
- Love And War (2003)
- Pin-ups (2003)
- Sex Trials (2003)
- Way You Kiss Me (2003)
- XXX Factor (2003)
- Adult Video News Awards 2004 (2004)
- Award Winning Sex Scenes (2004)
- Confessions Of An Adulteress (2004)
- Feel The Heat (2004)
- Haulin' Ass (2004)
- Housewives (2004)
- Killer Sex and Suicide Blondes (2004)
- KSEX Games 2004 (2004)
- Signature Series 10: Shayla LaVeaux (2004)
- Valley 911 (2004)
- Wicked Divas: Julia Ann (2004)
- Wicked Divas: Stormy (2004)
- Writer's Block (2004)
- Adult Video News Awards 2005 (2005)
- American Dreams (2005)
- Big Ass Orgy (2005)
- Clam Smackers (2005)
- Guide to Eating Out (2005)
- Internal Affairs (2005)
- Jack's Playground 29 (2005)
- Revenge of the Dildos (2005)
- Secret Lives Of Porn Stars (2005)
- Sex University (2005)
- Blue Collar Fantasies (2006)
- Breast Obsessed (2006)
- Julia Ann: Hardcore (2006)
- Missionary Impossible (2006)
- On Golden Blonde (2006)
- Touched (2006)
- Around The World In Seven Days (2007)
- Blonde Legends (2007)
- Butt I Like It (2007)
- Jack's Big Tit Show 4 (2007)
- Love Always (2007)
- Melt (2007)
- Naughty America: 4 Her 3 (2007)
- Rapture in Blue (2007)
- Reflexxxions (2007)
- Time After Time (2007)
- All About Me 2 (2008)
- All Alone 4 (2008)
- American MILF 2: Enter the Cougar (2008)
- Big Booty Moms 2 (2008)
- Big Tits At Work 3 (2008)
- Black Owned 3 (2008)
- Blow Me Sandwich 13 (2008)
- Cougar Club 1 (2008)
- Dick Served for Dinner (2008)
- Dirty Over 30 2 (2008)
- Dirty Rotten Mother Fuckers 2 (2008)
- Filthy 3 (2008)
- Frosty The Snow Ho (2008)
- Hand to Mouth 7 (2008)
- Identity (2008)
- It's a Mommy Thing 4 (2008)
- MILF Magnet 1 (2008)
- MILF Next Door 4 (2008)
- Mother Load 4 (2008)
- Naughty Office 14 (2008)
- Office Party Fucking (2008)
- Oil Overload 2 (2008)
- Porn Fidelity 15 (2008)
- Seasoned Players 6 (2008)
- When MILFs Attack (II) (2008)
- Big Boob Orgy 2 (2009)
- Big Tits Boss 8 (2009)
- Big Wet Asses 15 (2009)
- Busty Housewives 2 (2009)
- Chain Gang 2 (2009)
- Cheating Housewives 6 (2009)
- Da Tronista a Trombista (2009)
- Diaries of a Wife Gone Black 2 (2009)
- Doll House 5 (2009)
- Double Decker Sandwich 13 (2009)
- Dreamgirlz 2 (2009)
- Erotic Stories: Lovers and Cheaters 3 (2009)
- Field of Schemes 3 (2009)
- Four Finger Club 27 (2009)
- Girlvana 5 (2009)
- Golden Globes 1 (2009)
- Interactive Sex with Lisa Ann (2009)
- Julia Ann: MILF Trainer (2009)
- Just Tease 1 (2009)
- Kittens and Cougars 1 (2009)
- Legends of the Game (2009)
- Lesbian Adventures: Victorian Love Letters (2009)
- Lesbian Seductions 25 (2009)
- Marie Luv's Go Hard or Go Home (2009)
- Masturbation Nation 4 (2009)
- MILF Legends 2 (2009)
- MILF Squad (2009)
- MILF Wars: Julia Ann vs Lisa Ann (2009)
- MILFs Like It Big 3 (2009)
- Moms a Cheater 9 (2009)
- More MILF Please (2009)
- Mother Suckers 1 (2009)
- Mother-Daughter Exchange Club 9 (2009)
- Mrs. Demeanor (2009)
- My Friend's Hot Mom 17 (2009)
- No Man's Land MILF Edition 3 (2009)
- POV Centerfolds 8 (2009)
- POV Jugg Fuckers 2 (2009)
- Real Wife Stories 5 (2009)
- Strip Tease Then Fuck 11 (2009)
- Superstar MILFs (2009)
- Twisted Passions 4 (2009)
- Wet 1 (2009)
- Wet Dreams Cum True 7 (2009)
- What Gets You Off 4 (2009)
- When Ginger Met Nina: Girls' Night Out (2009)
- White Mommas 2 (2009)
- Women Seeking Women 50 (2009)
- Yo Mama's a Freak 5 (2009)
- Any Way You Want It (II) (2010)
- Babes Illustrated 19 (2010)
- Babes Illustrated 20 (2010)
- Big Tits In Sports 3 (2010)
- Big Wet Asses 17 (2010)
- Blacks on Cougars 3 (2010)
- Blondes Take It Black 2 (2010)
- Bludreams 2 (2010)
- Bonny and Clide (2010)
- Brazzers Presents: The Parodies 1 (2010)
- Brother Load 2 (2010)
- Cougar's Prey 5 (2010)
- Cuckold Sessions 3 (2010)
- Delicate Beauty (2010)
- Golden Girls: A XXX MILF Parody (2010)
- Hardcore Gamblers (2010)
- Hose Hoes 2 (2010)
- Hustler's Untrue Hollywood Stories: Miley Cyrus' 18th Birthday (2010)
- Interns 1 (2010)
- Legends and Starlets 4 (2010)
- Lesbian House Hunters 2 (2010)
- Lesbian Psycho Dramas 2 (2010)
- Lip Service (2010)
- Mere et sa fille (2010)
- MILF Legends 3 (2010)
- Mommy X-Perience 3 (2010)
- My First Sex Teacher 20 (2010)
- My First Sex Teacher 21 (2010)
- My Friend's Hot Mom 20 (2010)
- My Friend's Hot Mom 23 (2010)
- Net Skirts 1.0 (2010)
- Official To Catch a Predator Parody 1 (2010)
- Official Wife Swap Parody (2010)
- Performers of the Year 2010 (2010)
- Pretty As They Cum 2 (2010)
- That Was No Routine Checkup (2010)
- There's No Place Like Mom 1 (2010)
- Tits Ahoy 10 (2010)
- To Protect and to Serve 1 (2010)
- To Protect and to Serve 2 (2010)
- White Bitch Sandwich 1 (2010)
- Women Seeking Women 59 (2010)
- Women Seeking Women 62 (2010)
- Ass Titans 6 (2011)
- Babysitters Gone Bad (2011)
- Big Boob Addicts (2011)
- Big Tit Whorror Flick (2011)
- Big Tits In Sports 6 (2011)
- Big Tits In Uniform 5 (2011)
- Charm School (2011)
- Cougar High 2 (2011)
- Cougar Safari (2011)
- Cougars Take It Black (2011)
- Couples Seeking Teens 7 (2011)
- Cruel MILF (2011)
- Divorcee 2: This Ain't the People's Court (2011)
- Double D Cup Cougars (2011)
- Face Fucking Inc. 11 (2011)
- Filthy Family 3 (2011)
- Final Fuck (2011)
- Girlfriends 3 (2011)
- Girls in White 2011 4 (2011)
- Group Discount (2011)
- Hard Anal Love (2011)
- Home Invasion (2011)
- Housewife 1 on 1 20 (2011)
- Hyper Spaz Tits Workout (2011)
- Internal Damnation 4 (2011)
- Interns 2 (2011)
- Intimate Things (2011)
- Is Your Mother Home 1 (2011)
- Jessica Drake's Guide to Wicked Sex: Female Masturbation (2011)
- Julia Ann (2011)
- Julia Ann Loves Girls (2011)
- Legends and Starlets 5 (2011)
- Lesbian Seductions 38 (2011)
- Mandingo: Hide Your Wives (2011)
- MILF Strap 2: Give Mommy Your Ass (2011)
- MILF Thing 7 (2011)
- MILFS Makin' Money (2011)
- Mommy Got Boobs 11 (2011)
- My Friend's Hot Mom 24 (2011)
- My Mother's Best Friend 4: Lost In Time (2011)
- My Personal Masseuse (2011)
- Naughty Office 23 (2011)
- Neighbor Affair 13 (2011)
- Office Seductions 2 (2011)
- Official Hogan Knows Best Parody (2011)
- Perfect Fit (2011)
- Poor Little Shyla 2 (2011)
- Pretty Sloppy 4 (2011)
- Real Housewives Of The San Fernando Valley: A XXX Parody (2011)
- Starstruck 1 (2011)
- Stepmother 4: Her Secret Past (2011)
- Stripper Diaries 2 (2011)
- Super Anal Cougars 2 (2011)
- Teach Me 1 (2011)
- Watching My Mommy Go Black 7 (2011)
- Wicked Digital Magazine 3 (2011)
- Women Seeking Women 74 (2011)
- Yeah I Fucked Your Mother 2 (2011)
- Afternoon Delight (2012)
- Ask Mommy (2012)
- Babe Buffet: All You Can Eat (2012)
- Beautiful Lesbians (2012)
- Big Tits In Sports 10 (2012)
- Big Titty Committee 2 (2012)
- Bra Busters 3 (2012)
- Breaking All Ties (2012)
- Come on Mom (2012)
- Cougars, Kittens And Cock 2 (2012)
- Dirty Masseur 1 (2012)
- Exchange Student 3 (2012)
- Fifty Shades of Grey: A XXX Adaptation (2012)
- Fuck My White Wife 4 (2012)
- Gangbanged 4 (2012)
- Girls in White 2012 2 (2012)
- Girls in White 2012 3 (2012)
- Hollywood Heartbreakers 2 (2012)
- Housewives Orgy (2012)
- Interracial Gloryhole Initiations 13 (2012)
- Interracial Pickups 6 (2012)
- Intimate Passions (2012)
- Jerk Off Instructions 41: Two Girls (2012)
- Jerk Off Instructions 47: Panty Fetish (2012)
- Kittens and Cougars 5 (2012)
- Lesbian Adventures: Older Women Younger Girls 2 (2012)
- Lesbian Hitchhiker 5 (2012)
- Lesbian House Hunters 7 (2012)
- Lesbian Psycho Dramas 10 (2012)
- Lesbian Sex 6 (2012)
- Lisa Ann Lesbian Milf Adventures: Mommy Needs Pussy Too (2012)
- Lisa Ann Vs. Julia Ann (2012)
- Mad About Blondes 2 (2012)
- Mandingo Massacre 4 (2012)
- Memoirs of a Call Girl (2012)
- Memoirs of a Call Girl 2 (2012)
- MILF on MILF (2012)
- MILF Soup 23 (2012)
- MILF-O-Licious (2012)
- MILFs Like It Big 12 (2012)
- Mom's Cuckold 8 (2012)
- Mother Lovers Society 7 (2012)
- Mother Lovers Society 8 (2012)
- My First Sex Teacher 30 (2012)
- My Friend's Hot Mom 30 (2012)
- My Mom Likes Girls (2012)
- Newswomen 1 (2012)
- Pill (2012)
- Please Make Me Lesbian 6 (2012)
- Pornstars Punishment 6 (2012)
- Pure MILF 1 (2012)
- Pussy Feast (2012)
- Real Wife Stories 12 (2012)
- Soccer Moms (2012)
- Strippers' Paradise (2012)
- Tappin' That White Ass 3 (2012)
- Thor XXX: A Porn Parody (2012)
- Titty Creampies 1 (2012)
- Tonight's Girlfriend 4 (2012)
- Tuna Helper (2012)
- Twisted Solos (2012)
- Wet Tits (2012)
- Women Seeking Women 87 (2012)
- Big Titty Committe 3 (2013)
- Divorcees (2013)
- Girlfriends 6 (2013)
- James Deen Bangs 'Em All (2013)
- Lesbian Hitchhiker 6 (2013)
- Lesbian Office Seductions 8 (2013)
- Lex is a Motherfucker (2013)
- MILFs Seeking Boys 4 (2013)
- Moms (2013)
- Mom's Black Fucking Diary 2 (2013)
- My Friend's Hot Mom 37 (2013)
- My Girlfriend's Mother 4 (2013)
- My Handiwork 4: God's Work (2013)
- Sex (2013)
- This Ain't Terminator XXX (2013)
- Who Needs Guys (2013)
- Women Seeking Women 91 (2013)

## Riconoscimenti
- AVN Awards
  - 1994 – Best All Girl Sex Scene-Film per Hidden Obsession con Janine Lindemulder[9]
  - 2000 – Best All Girl Scene - Film per Seven Deadly Sins con Janine Lindemulder[10]
  - 2004 – Best Actress - Video per Beautiful[11]
  - 2004 – Hall of Fame[12]
  - 2010 – MILF Performer of the Year[13]
  - 2010 – Best Makeup per The 8th Day[14]
  - 2011 – MILF Performer of the Year[15]
  - 2013 – MILF Performer of the Year[16]
  - 2015 – Hottest MILF (Fan Award)[17]
  - 2017 – Mainstream Star Of The Year[18]
  - 2017 – Best Marketing Campaign – Individual Project[19]
  - 2021 – Most Outrageous Sex Scene per Move Over, Linda Blair con Victoria Voxxx e Steve Holmes[20]
  - 2024 - Best Non-Sex Performance per Privilege[21]

- XBIZ Awards
  - 2014 – MILF Performer Of The Year[22]

- XRCO Award
  - 1994 – Best Girl-Girl Scene per Hidden Obsession con Janine Lindemulder[23]
  - 2009 – MILF of The Year[24]
  - 2011 – MILF of The Year[25]
  - 2012 – Hall of Fame[26]
  - 2017 – Mainstream Adult Media Favorite[27]

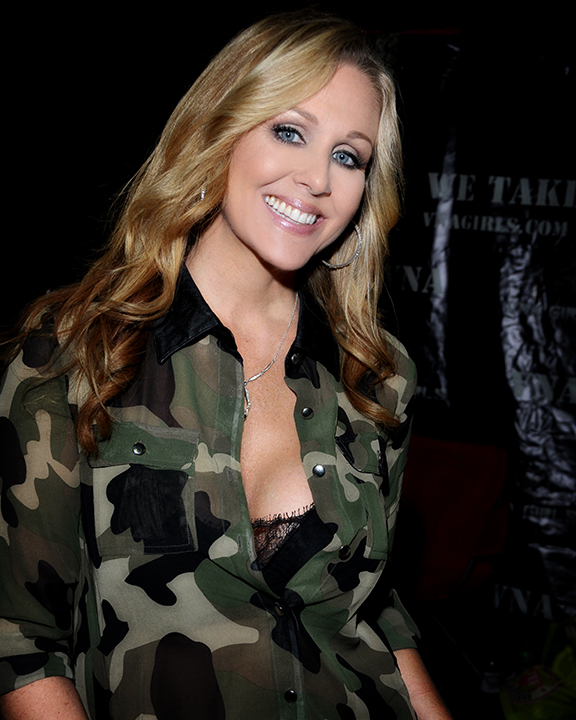
Julia Ann nel 2015